# Крофтс, Фримен Уиллс
Фримен Уиллс Крофтс (англ. Freeman Wills Crofts,1 июня 1879, Дублин — 11 апреля 1957, Уорсинг) — англо-ирландский детективный писатель. Его произведения с главным героем инспектором полиции Френчем отличаются вниманием к деталям расследования.

## Рождение и образование
Крофтс родился в доме по адресу 26 Waterloo Road, Дублин, Ирландия. Его отец, которого также звали Фримен Уиллс Крофтс, был хирургом-лейтенантом в Военной медицинской службе, но он умер от лихорадки в Гондурасе до рождения молодого Фримена Уиллса Крофтса. Мать писателя, урожденная Селия Фрэнсис Уайз, снова вышла замуж за достопочтенного Джонатана Хардинга, викария Гилфорда, графство Даун, и архидиакона Дромора, и Крофтс был воспитан в доме викария Гилфорда. Он учился в Методистском колледже и колледже Кэмпбелла в Белфасте.

## Инженерная карьера
В 1896 году, в возрасте семнадцати лет, Крофтс стал учеником своего дяди по матери, Беркли Дина Уайза , который был главным инженером железной дороги Белфаста и северных графств. В 1899 году Крофтс был назначен младшим помощником по строительству Лондондерри и Страбейна, расширения Донегальской железной дороги. В 1900 году он стал окружным инженером в Колрейне для Комитета северных графств L. M. S. с зарплатой в 100 фунтов стерлингов. В 1922 году Крофтс был повышен до главного помощника инженера железной дороги, базирующейся в Белфасте. Он жил в Grianon в Джорданстауне, тихой деревушке милях в шести к северу от Белфаста, где Крофтсу было удобно каждый день ездить на поезде в контору железной дороги на Йорк-Роуд. Один из проектов, над которым он работал, был дизайн "Зеленого виадука" в Whiteabbey, недалеко от его дома в Джорданстауне. Это был значительный 10-ти арочный железобетонный виадук, утвержденный в 1927 году и завершенный в 1934 году. На нем была проложена новая кольцевая линия, которая исключала необходимость в обратном движении поездов между Белфастом и северо-западом в Гринсленде. Крофт продолжал свою инженерную карьеру до 1929 года. В своем последнем задании в качестве инженера он был поручен правительством Северной Ирландии возглавить расследование по дренажной схеме Банна и Лох-Неа.

## Творчество
В 1919 году, во время отсутствия на работе из-за продолжительной болезни, Крофтс написал свой первый роман, «Смертельный груз» (1920). В течение тридцати лет Крофтс продолжал писать и почти каждый год выпускал по книге, а также рассказы и пьесы.
Его лучше всего помнят за его любимого детектива, инспектора Джозефа Френча, который был представлен  пятой книге Крофтса, «Самое запутанное дело инспектора Френча» (1924).
В 1929 году он бросил железнодорожную инженерную карьеру и стал писателем. Он поселился в деревне Блэкхит, недалеко от Гилфорда, в графстве Суррей. Многие из его историй имеют железнодорожную тему, и его особый интерес к очевидно нерушимому алиби часто фокусировался на тонкостях железнодорожных расписаний. В конце своей жизни он и его жена переехали в Уортинг, Суссекс в 1953 году, где они жили до его смерти в 1957 году, в котором была опубликована его последняя книга.
Крофтс также написал одну религиозную книгу, “The Four Gospels in One Story”, несколько рассказов и короткие пьесы для Би-би-си .

## Личная жизнь
В 1912 году он женился на Мэри Беллас Каннинг, дочери Джона Дж. К. Каннинга из Колрейна, Ирландия, управляющего банком. Детей у них не было.
Вместе с Дороти Сейерс, Агатой Кристи, Глэдис Митчелл, Найо Марш и многими другими выдающимися авторами детективной прозы он состоял в Детективном клубе.
В 1939 году был избран членом Королевского общества искусств .
Крофтс был не только железнодорожным инженером и писателем, но и выдающимся музыкантом. Он был органистом и хормейстером в приходской церкви Киллоуэна, Колрейна, церкви Святого Патрика, Джорданстауна и приходской церкви Святого Мартина в Блэкхите.

## Репутация
Крофтса уважали не только его постоянные читатели, но и его коллеги-писатели так называемого Золотого века детективного жанра . Агата Кристи включила пародии на рассказы о инспекторе Френче наряду с Шерлоком Холмсом и ее собственным Эркюлем Пуаро в "Партнёров по преступлению" (1929).
Раймонд Чандлер описывал Фримена Уиллса Крофтса как "самого здравомыслящего строителя детективного романа из всех, когда он не слишком увлекается" (в "The Simple Art of Murder"). Внимание Крофтса к деталям и его концентрация на механике преступления делают его предтечей "полицейской процедурной", школы криминальной фантастики.
Тем не менее, это также вызвало предположение о некотором недостатке творчества Крофтса – Джулиан Саймонс описывал его манеру письма и расследования его персонажей как "скучные школьные уроки". Это может объяснить, почему его имя не осталось таким же знакомым, как другие более красочные и творческие писатели Золотого века, хотя у него было 15 книг, включенных в серию Penguin Books "green", лучших детективных романов, и 36 из его книг были переизданы в мягкой обложке в 2000 году.

### Романы
- Смертельный груз (англ. The Cask) (1920)
- The Ponson Case (1921)
- The Pit-Prop Syndicate (1922)
- The Groote Park Murder (1923)
- Самое запутанное дело инспектора Френча (англ. Inspector French's Greatest Case) (1924)
- Inspector French and the Cheyne Mystery (1926) a.k.a. The Cheyne Mystery
- Inspector French and the Starvel Tragedy (1927) a.k.a. The Starvel Hollow Tragedy
- The Sea Mystery (1928)
- Кассовые убийства (англ. "The Box Office Murders", или же "The Purple Sickle Murders") (1929)
- Последнее плавание адмирала (англ. The Floating Admiral) (1930); совместный проект Детективного клуба.
- Sir John Magill's Last Journey (1930)
- Тайна "Нимфы" (англ. Mystery in the Channel) (1931) a.k.a. Mystery in the English Channel
- Внезапная смерть (англ. Sudden Death) (1932)
- Смерть на рельсах (англ. "Death on the Way", или же "Double Death") (1932)
- The Hog's Back Mystery (1933) a.k.a. The Strange Case of Dr. Earle
- The 12:30 from Croydon (1934) a.k.a. Wilful and Premeditated
- Тайна залива Саутгемптом (англ. Mystery on Southampton Water) (1934) a.k.a. Crime on the Solent
- Crime at Guildford (1935) a.k.a. The Crime at Nornes
- The Loss of the 'Jane Vosper' (1936)
- Man Overboard! (1936) a.k.a. Cold-Blooded Murder
- Found Floating (1937)
- The End of Andrew Harrison (1938) a.k.a. The Futile Alibi
- Antidote to Venom (1938)
- Fatal Venture (1939) a.k.a. Tragedy in the Hollow
- Golden Ashes (1940)
- Джеймс Таррен, авантюрист (англ. "James Tarrant, Adventurer", или же "Circumstantial Evidence") (1941)
- The Losing Game (1941) a.k.a. A Losing Game
- Fear Comes to Chalfont (1942)
- The Affair at Little Wokeham (1943) a.k.a. Double Tragedy
- Тайный враг (англ. Enemy Unseen) (1945)
- Смерть поезда (англ. Death of a Train) (1946)
- Young Robin Brand,Detective (1947) A Juvenile Detective Novel with Inspector French.
- Неуловимый убийца (англ. Silence for the Murderer) (1949)
- Инспектор Френч и дело о нефти (англ. "French Strikes Oil", или же ""Dark Journey)(1951)
- Контрабандный груз (англ. Anything to Declare?)(1957)

### Рассказы

#### Сборники

##### Murderers Make Mistakes(1947)

###### Part One: Double Stories
- - The Old Gun
  - The Cliff Path
  - The Telephone Call
  - The Lower Flat
  - The Army Truck
  - The Invalid Colonel
  - The Hidden Sten Gun
  - The Hunt Ball
  - The Avaricious Moneylender
  - The Evening Visitor
  - The Enthusiastic Rabbit-Breeder
  - The Retired Wine Merchant

###### Part Two: Single Stories
- - The Home Guard Trench
  - The Playwright's Manuscript
  - The Limestone Quarry
  - The L-Shaped Room
  - The Stolen Hand Grenade
  - The Relief Signalman
  - The Burning Barn
  - The Solicitors’ Holiday
  - The Swinging Boom
  - The Fireside Mountaineer
  - The Waiting Car

##### Many a Slip(1955)
- - The Aspirins
  - Boomerang
  - The Broken Windscreen
  - The Brothers Bing
  - Crime On The Footplate
  - The 8:12 from Waterloo
  - The Flowing Tide
  - The Footbridge
  - Gull Rock
  - The Icy Torrent
  - The Medicine Bottle
  - The Mountain Ledge
  - Mushroom Patties
  - The New Cement
  - The Photograph
  - The Ruined Tower
  - The Sign Manual
  - The Suitcase
  - Tea At Four
  - The Unseen Observer
  - The Upper Flat

##### Mystery of the Sleeping Car Express and Other Stories(1956)
- - The Mystery of the Sleeping Car Express" (1921)
  - Mr Pemberton's Commission
  - The Greuze (Inspector French)
  - The Level Crossing" (1933)
  - East Wind (Inspector French)
  - The Parcel
  - The Motive Shows the Man
  - The Affair at Saltover Priory (Inspector French)
  - The Landing Ticket (Inspector French)
  - The Raincoat (Inspector French)

#### Вне сборников
- Fingerprints
- The Faulty Stroke
- The Target
- Dark Waters
- Nemesis
- Teamwork Felonious
- Danger In Shroude Valley
- Perilous Journey (Robin Brand)
- Who Killed C@ck Robin?

### Театральные постановки
- Inspector French
- During the Night (Измененная "Inspector French")

### Радио пьесы
- The Nine Fifty Up Express

### Другое
- How to Write a Detective Novel
- The Four Gospels in One Story: written as a modern biography

### Утерянное
Эти истории, как известно, были опубликованы, но нет копий соответствующих публикаций и, вероятно, тексты рассказов не сохранились
- "Nemesis",опубликованное в Round About (Guildford Round Table Christmas Annual, 1933)